# Microchaetina sinuata
Microchaetina sinuata är en tvåvingeart som först beskrevs av Townsend 1919.  Microchaetina sinuata ingår i släktet Microchaetina och familjen parasitflugor. Inga underarter finns listade i Catalogue of Life.